# Eminence Front
Singles de The Who
Athena
(1982) It's Hard
(1983)
Pistes de It's Hard
Dangerous I've Known No War
Eminence Front est une chanson des Who, écrite par le guitariste et principal compositeur du groupe, Peter Townshend et parue sur leur album de 1982 It's Hard. Celui-ci joue la guitare et l'orgue Lowrey en plus de chanter, la chanson ressemble beaucoup à ses compositions antérieures Baba O'Riley et Won't get fooled again par le son des claviers.
Elle est sortie en single le 25 décembre 1982 avec en face b la chanson One day at a time, uniquement aux États-Unis (sa sortie au Royaume-Uni fut annulée à la dernière minute). Elle se classa 65e au Billboard Hot 100 et 5e dans le classement Hot Mainstream Rock Tracks.
Elle apparaît dans les jeux vidéo Grand Theft Auto: San Andreas, Sleeping Dogs et dans le film Que justice soit faite, ainsi que dans les séries Deux flics à Miami dans l'épisode 8 de la saison 3, Person of Interest  12 de la saison 2. Elle apparaît surtout dans la série Entourage. 
Elle est aussi utilisé dans certains films dont The Infiltrator (2016) et Joker de 2019.

## Personnel
- Peter Townshend : Guitare, orgue Lowrey, chant
- Roger Daltrey : Chœurs
- John Entwistle : Basse
- Kenny Jones : Batterie
- Tim Gorman : Piano électrique